# Alcarràs - L'ultimo raccolto
Alcarràs - L'ultimo raccolto (Alcarràs) è un film del 2022 diretto da Carla Simón.
Ambientato ad Alcarràs, in Catalogna, è un dramma rurale familiare sulla scomparsa dell'agricoltura. Nel film, la famiglia Solé si oppone all'intenzione di installare pannelli solari su un appezzamento agricolo dedicato alla coltivazione del pesco.
La pellicola ha ricevuto sette candidature al Premio Goya e ha vinto l'Orso d'oro al Festival di Berlino 2022: è il primo film in lingua catalana a ricevere questo premio.

## Trama
Ambientato nella cittadina catalana di Alcarràs, il film è un dramma familiare rurale incentrato sulla scomparsa delle attività agricole, ruotando attorno all’intenzione di installare pannelli solari su un terreno agricolo fino ad allora occupato da un frutteto di pesche, portando i membri della famiglia Solé a uno scontro.

## Distribuzione
Il film è uscito nelle sale cinematografiche italiane il 26 maggio 2022.

## Riconoscimenti
- 2022 - Festival internazionale del cinema di Berlino
  - Orso d'oro al miglior film
- 2022 - European Film Awards[5]
  - Candidatura al miglior film a Carla Simón
- 2023 - Premio Goya
  - Candidatura al miglior film a Carla Simón
  - Candidatura al miglior regista a Carla Simón
  - Candidatura al miglior attore rivelazione a Albert Bosch
  - Candidatura alla miglior attrice rivelazione a Anna Otín
  - Candidatura al miglior montaggio a Ana Pfaff